# Список космических запусков СССР в 1970 году
Список космических запусков СССР в 1970 году:
| Дата        | Ракета-носитель | Полезная нагрузка (тип)             | Космодром / Стартовый комплекс | SCD/NSSDC ID                          | Результат |
| ----------- | --------------- | ----------------------------------- | ------------------------------ | ------------------------------------- | --------- |
| 9 января    | Восход          | Космос-318 (Зенит-2М)               | Байконур Пл. 31                | 04292 / 1970-001A                     | Успех     |
| 15 января   | Космос-2        | Космос-319 (ДС-П1-Ю № 25)           | Плесецк 133/1                  | 04299 / 1970-004A                     | Успех     |
| 16 января   | Космос-2        | Космос-320 (ДС-МО № 3)              | Капустин Яр 86/4               | 04301 / 1970-005A                     | Успех     |
| 20 января   | Космос-2        | Космос-321 (ДС-У2-МГ № 1)           | Плесецк 133/1                  | 04308 / 1970-006A                     | Успех     |
| 21 января   | Восход          | Космос-322 (Зенит-4)                | Плесецк 41/1                   | 04315 / 1970-007A                     | Успех     |
| 30 января   | Космос-2        | Космос-321 (ДС-П1-И № 6)            | Плесецк 133/1                  |                                       | Неудача   |
| 6 февраля   | Протон-К/Блок Д | Е-8-5                               | Байконур 81/23                 |                                       | Неудача   |
| 10 февраля  | Восход          | Космос-323 (Зенит-4)                | Плесецк 41/1                   | 04328 / 1970-010A                     | Успех     |
| 19 февраля  | Молния-М        | Молния-1-13 (Молния-1+)             | Плесецк 43/4                   | 04336 / 1970-013A                     | Успех     |
| 27 февраля  | Космос-2        | Космос-324 (ДС-П1-Ю № 32)           | Плесецк 133/1                  | 04338 / 1970-014A                     | Успех     |
| 4 марта     | Восход          | Космос-325 (Зенит-2)                | Плесецк 43/4                   | 04340 / 1970-015A                     | Успех     |
| 13 марта    | Восход          | Космос-326 (Зенит-2)                | Плесецк 43/4                   | 04346 / 1970-018A                     | Успех     |
| 17 марта    | Восток-2М       | Метеор-1-3 (Метеор)                 | Плесецк 41/1                   | 04349 / 1970-019A                     | Успех     |
| 18 марта    | Космос-2        | Космос-327 (ДС-П1-И № 8)            | Плесецк 133/1                  | 04351 / 1970-020A                     | Успех     |
| 27 марта    | Восход          | Космос-328 (Зенит-4МК)              | Плесецк 41/1                   | 04355 / 1970-022A                     | Успех     |
| 3 апреля    | Восход          | Космос-329 (Зенит-2М)               | Плесецк 43/4                   | 04357 / 1970-023A                     | Успех     |
| 7 апреля    | Космос-3М       | Космос-330 (Целина-О)               | Плесецк 132/2                  | 04360 / 1970-024A                     | Успех     |
| 8 апреля    | Восход          | Космос-331 (Зенит-4)                | Байконур Пл. 31                | 04364 / 1970-026A                     | Успех     |
| 11 апреля   | Космос-3М       | Космос-332 (Циклон)                 | Плесецк 132/2                  | 04369 / 1970-028A                     | Успех     |
| 15 апреля   | Восход          | Космос-333 (Зенит-4МК)              | Плесецк 41/1                   | 04373 / 1970-030A                     | Успех     |
| 23 апреля   | Космос-2        | Космос-334 (ДС-П1-Ю № 31)           | Плесецк 133/1                  | 04378 / 1970-033A                     | Успех     |
| 24 апреля   | Космос-2        | Космос-335 (ДС-У1-Р № 1)            | Капустин Яр 86/4               | 04380 / 1970-035A                     | Успех     |
| 25 апреля   | Космос-3М       | Космос-336 — Космос-343 (Стрела-1М) | Плесецк 132/2                  | 04383 / 1970-036A — 04390 / 1970-036H | Успех     |
| 28 апреля   | Восток-2М       | Метеор-1-4 (Метеор)                 | Плесецк 41/1                   | 04393 / 1970-037A                     | Успех     |
| 12 мая      | Восход          | Космос-344 (Зенит-2)                | Плесецк 41/1                   | 04401 / 1970-038A                     | Успех     |
| 20 мая      | Восход          | Космос-345 (Зенит-4)                | Байконур Пл. 31                | 04403 / 1970-039A                     | Успех     |
| 22 мая      | Космос-2        | Космос-335 (ДС-П1-Ю № 36)           | Плесецк 133/1                  |                                       | Неудача   |
| 1 июня      | Союз            | Союз-9 (Союз 7К-ОК)                 | Байконур Пл. 31                | 04407 / 1970-041A                     | Успех     |
| 10 июня     | Восход          | Космос-346 (Зенит-4)                | Байконур Пл. 31                | 04409 / 1970-042A                     | Успех     |
| 12 июня     | Космос-2        | Космос-347 (ДС-П1-Ю № 35)           | Капустин Яр 86/4               | 04411 / 1970-043A                     | Успех     |
| 13 июня     | Космос-2        | Космос-348 (ДС-У2-ГК № 2)           | Плесецк 133/1                  | 04413 / 1970-044A                     | Успех     |
| 17 июня     | Восход          | Космос-349 (Зенит-4)                | Плесецк 43/4                   | 04415 / 1970-045A                     | Успех     |
| 23 июня     | Восток-2М       | Метеор-1-5 (Метеор)                 | Плесецк 41/1                   | 04419 / 1970-047A                     | Успех     |
| 26 июня     | Молния-М        | Молния-1-14 (Молния-1+)             | Плесецк 43/4                   | 04430 / 1970-049A                     | Успех     |
| 26 июня     | Восход          | Космос-350 (Зенит-4)                | Байконур Пл. 31                | 04425 / 1970-050A                     | Успех     |
| 27 июня     | Космос-2        | Космос-351 (ДС-П1-Ю № 38)           | Плесецк 133/1                  | 04427 / 1970-051A                     | Успех     |
| 27 июня     | Космос-3М       | Стрела-2                            | Плесецк 132/1                  |                                       | Неудача   |
| 7 июля      | Восход          | Космос-352 (Зенит-4)                | Байконур Пл. 31                | 04446 / 1970-052A                     | Успех     |
| 9 июля      | Восход          | Космос-353 (Зенит-2М)               | Плесецк 41/1                   | 04455 / 1970-053A                     | Успех     |
| 21 июля     | Восход          | Зенит-4                             | Плесецк 43/4                   |                                       | Неудача   |
| 28 июля     | Р-36орб         | Космос-354 (ОСБ)                    | Байконур 191/66                | 04481 / 1970-056A                     | Успех     |
| 7 августа   | Космос-2        | Интеркосмос-3 (ДС-У2-ИК № 1)        | Капустин Яр 86/4               | 04482 / 1970-057A                     | Успех     |
| 7 августа   | Восход          | Космос-355 (Зенит-4)                | Плесецк 43/4                   | 04484 / 1970-058A                     | Успех     |
| 8 августа   | Протон-К/Блок Д | Макет спутника связи Радуга         | Байконур 81/23                 |                                       | Неудача   |
| 10 августа  | Космос-2        | Космос-356 (ДС-У2-МГ № 2)           | Плесецк 133/1                  | 04487 / 1970-059A                     | Успех     |
| 17 августа  | Молния-М        | Венера-7 (4В-1)                     | Байконур Пл. 31                | 04489 / 1970-060A                     | Успех     |
| 19 августа  | Космос-2        | Космос-357 (ДС-П1-Ю № 40)           | Плесецк 133/1                  | 04495 / 1970-063A                     | Успех     |
| 20 августа  | Космос-3М       | Космос-358 (Циклон)                 | Плесецк 132/1                  | 04497 / 1970-064A                     | Успех     |
| 22 августа  | Молния-М        | Космос-359 (4В-1)                   | Байконур Пл. 31                | 04501 / 1970-065A                     | Неудача   |
| 29 августа  | Восход          | Космос-360 (Зенит-4М)               | Байконур Пл. 31                | 04508 / 1970-068A                     | Успех     |
| 8 сентября  | Восход          | Космос-361 (Зенит-4M)               | Плесецк 41/1                   | 04524 / 1970-071A                     | Успех     |
| 12 сентября | Протон-К/Блок Д | Луна-16 (Е-8-5)                     | Байконур 81/23                 | 04527 / 1970-072A                     | Успех     |
| 16 сентября | Космос-2        | Космос-362 (ДС-П1-И № 9)            | Плесецк 133/1                  | 04536 / 1970-073A                     | Успех     |
| 17 сентября | Восход          | Космос-363 (Зенит-2М)               | Байконур Пл. 31                | 04538 / 1970-074A                     | Успех     |
| 22 сентября | Восход          | Космос-364 (Зенит-4M)               | Плесецк 41/1                   | 04553 / 1970-075A                     | Успех     |
| 25 сентября | Р-36орб         | Космос-365 (ОСБ)                    | Байконур 191/66                | 04556 / 1970-076A                     | Успех     |
| 29 сентября | Молния-М        | Молния-1-15 (Молния-1+)             | Плесецк 43/4                   | 04569 / 1970-077A                     | Успех     |
| 1 октября   | Восход          | Космос-366 (Зенит-2М)               | Байконур Пл. 1                 | 04561 / 1970-078A                     | Успех     |
| 3 октября   | Циклон-2        | Космос-367 (УС-А)                   | Байконур 90/19                 | 04564 / 1970-079A                     | Успех     |
| 8 октября   | Восход          | Космос-368 (Зенит-2М)               | Байконур Пл. 31                | 04571 / 1970-080A                     | Успех     |
| 8 октября   | Космос-2        | Космос-369 (ДС-П1-Ю № 42)           | Плесецк 133/1                  | 04573 / 1970-081A                     | Успех     |
| 9 октября   | Восход          | Космос-370 (Зенит-4М)               | Байконур Пл. 1                 | 04576 / 1970-082A                     | Успех     |
| 12 октября  | Космос-3М       | Космос-371 (Циклон)                 | Плесецк 132/1                  | 04578 / 1970-083A                     | Успех     |
| 14 октября  | Космос-2        | Интеркосмос-4 (ДС-У3-ИК № 2)        | Капустин Яр 86/4               | 04580 / 1970-084A                     | Успех     |
| 15 октября  | Восток-2М       | Метеор-1-6 (Метеор)                 | Плесецк 41/1                   | 04583 / 1970-085A                     | Успех     |
| 16 октября  | Космос-3М       | Космос-372 (Стрела-2)               | Плесецк 132/1                  | 04588 / 1970-086A                     | Успех     |
| 20 октября  | Циклон-2        | Космос-373 (УС-М)                   | Байконур 90/19                 | 04590 / 1970-087A                     | Успех     |
| 20 октября  | Протон-К/Блок Д | Зонд-8 (7К-Л1)                      | Байконур 81/23                 | 04591 / 1970-088A                     | Успех     |
| 23 октября  | Циклон-2        | Космос-374 (И2П)                    | Байконур 90/20                 | 04594 / 1970-089A                     | Успех     |
| 30 октября  | Циклон-2        | Космос-375 (И2П)                    | Байконур 90/20                 | 04598 / 1970-091A                     | Успех     |
| 30 октября  | Восход          | Космос-376 (Зенит-4M)               | Плесецк 43/4                   | 04599 / 1970-092A                     | Успех     |
| 10 ноября   | Протон-К/Блок Д | Луна-17 (Е-8 № 203)                 | Байконур 81/23                 | 04691 / 1970-095A                     | Успех     |
| 11 ноября   | Восход          | Космос-377 (Зенит-2М)               | Байконур Пл. 31                | 04695 / 1970-096A                     | Успех     |
| 17 ноября   | Космос-3М       | Космос-378 (ДС-У2-ИП № 1)           | Плесецк 132/2                  | 04713 / 1970-097A                     | Успех     |
| 24 ноября   | Союз-Л          | Космос-379 (Т2К)                    | Байконур Пл. 31                | 04760 / 1970-099A                     | Успех     |
| 24 ноября   | Космос-2        | Космос-380 (ДС-П1-Ю № 26)           | Плесецк 133/1                  | 04762 / 1970-100A                     | Успех     |
| 27 ноября   | Молния-М        | Молния-1-16 (Молния-1+)             | Плесецк 43/4                   | 04779 / 1970-101A                     | Успех     |
| 2 декабря   | Космос-3М       | Космос-381 Ионосферная лаборатория  | Плесецк 132/2                  | 04783 / 1970-102A                     | Успех     |
| 2 декабря   | Протон-К/Блок Д | Космос-382 (7К-Л1Е)                 | Байконур 81/23                 | 04786 / 1970-103A                     | Успех     |
| 3 декабря   | Восход          | Космос-383 (Зенит-4MК)              | Плесецк 43/4                   | 04787 / 1970-104A                     | Успех     |
| 10 декабря  | Восход          | Космос-384 (Зенит-2M)               | Плесецк 41/1                   | 04791 / 1970-105A                     | Успех     |
| 12 декабря  | Космос-3М       | Космос-385 (Циклон)                 | Плесецк 132/2                  | 04799 / 1970-108A                     | Успех     |
| 15 декабря  | Восход          | Космос-386 (Зенит-4M)               | Байконур Пл. 31                | 04804 / 1970-110A                     | Успех     |
| 16 декабря  | Космос-3М       | Космос-387 (Целина-О)               | Плесецк 132/2                  | 04806 / 1970-111A                     | Успех     |
| 18 декабря  | Космос-2        | Космос-388 (ДС-П1-Ю № 43)           | Плесецк 133/1                  | 04811 / 1970-112A                     | Успех     |
| 18 декабря  | Восток-2М       | Космос-389 (Целина-Д)               | Плесецк 41/1                   | 04813 / 1970-113A                     | Успех     |
| 22 декабря  | Космос-3М       | ДС-П1-М № 1                         | Плесецк 132/2                  |                                       | Неудача   |
| 25 декабря  | Молния-М        | Молния-1-17 (Молния-1+)             | Байконур Пл. 1                 | 04829 / 1970-114A                     | Успех     |

## Статистика
Количество запусков: 88
Успешных запусков: 80
| Ракета-носитель | Число стартов | Неудачи | Примечания |
| --------------- | ------------- | ------- | ---------- |
| Восход          | 30            | 1       |            |
| Космос-2        | 20            | 2       |            |
| Космос-3М       | 12            | 2       |            |
| Протон-К        | 6             | 2       |            |
| Молния-М        | 7             | 1       |            |
| Восток-2М       | 5             | 0       |            |
| Союз            | 2             | 0       |            |
| Циклон-2        | 4             | 0       |            |
| Р-36орб         | 2             | 0       |            |

| Космодром   | Число стартов | Неудачи | Примечания |
| ----------- | ------------- | ------- | ---------- |
| Байконур    | 30            | 3       |            |
| Плесецк     | 53            | 5       |            |
| Капустин Яр | 5             | 0       |            |

## Прочие события
| Дата        | Событие |
| ----------- | --- |
| 10 января   | В Москве после болезни скончался один из первых советских космонавтов Павел Иванович Беляев. |
| 10 января   | Опубликовано сообщение о подписании в Гаване (Куба) соглашения об оказании СССР технической помощи Кубе в строительстве наземной станции связи с помощью искусственных спутников Земли. |
| 9 февраля   | Вышло Постановление ЦК КПСС и СМ СССР о разработке долговременной орбитальной станции ДОС-7К. |
| 15 апреля   | Председатель Совета Министров СССР Алексей Николаевич Косыгин направил телеграмму президенту США Ричарду Никсону в связи с полетом космического корабля «Apollo-13», оказавшегося в аварийной ситуации. В телеграмме содержится предложение о помощи советской стороны в спасении космонавтов. |
| 18 апреля   | Председатель Президиума Верховного Совета СССР Николай Викторович Подгорный направил телеграмму президенту США Ричарду Никсону в связи с благополучным возвращением на Землю членов экипажа космического корабля «Apollo-13». |
| 19 июня     | В 11:59 на территории СССР в 75 километрах западнее города Караганда совершил мягкую посадку спускаемый аппарат космического корабля «Союз-9». На землю возвратились космонавты Андриян Григорьевич Николаев и Виталий Иванович Севастьянов. Продолжительность пребывания космонавтов в космосе составила 17 дней 16 часов 58 минут 55 секунд. Так как во время полета космонавты практически не занимались физическими упражнениями, после посадки у них возникли трудности, связанные с приспособлением организма к условиям жизни на Земле. Космонавты с трудом передвигались, отмечалось головокружение. Подобное состояние получило впоследствии название «эффект Николаева». |
| 13 сентября | Проведена коррекция траектории полета советской автоматической межпланетной станции «Луна-16», которая обеспечила выход станции в расчетную точку окололунного пространства. |
| 17 сентября | Советская автоматическая межпланетная станция «Луна-16» выведена на орбиту вокруг Луны. Параметры селеноцентрической орбиты составляют: наклонение орбиты относительно плоскости лунного экватора — 70 градусов; период обращения — 119 минут; высота над поверхностью Луны (в периселении и апоселении) — 110 километров. |
| 20 сентября | В 05:18 советская автоматическая межпланетная станция «Луна-16» совершила мягкую посадку на поверхности Луны в районе Моря Изобилия в точке с координатами 0 градусов 41 минута южной широты и 56 градусов 18 минут восточной долготы. Отклонение от расчетной точки посадки составило 1,5 километра. |
| 21 сентября | В 07:43 с поверхности Луны стартовал возвращаемый аппарат автоматической межпланетной станции «Луна-16». Непосредственно перед стартом был произведен забор лунного грунта, который в специальной капсуле был помещен в возвращаемый аппарат. |
| 24 сентября | Время — 05:26. На территории СССР в 80 километрах юго-восточнее города Джезказган совершил мягкую посадку возвращаемый аппарат автоматической станции «Луна-16». На Землю доставлены образцы лунного грунта, взятые в районе Моря Изобилия. Общая масса колонки грунта, доставленной «Луной-16», составила 101 грамм. |
| 2 октября   | Проведена коррекция траектории полета советской автоматической межпланетной станции «Венера-7», запущенной 17.08.70. |
| 3 октября   | С территории СССР осуществлен запуск ракетной астрофизической обсерватории. Ракетная обсерватория была доставлена с использованием геофизической ракеты на высоту около 500 километров. После выполнения программы исследований контейнер с обсерваторией опустился на Землю с помощью парашютной системы. |
| 22 октября  | Время — 06:25. Проведена коррекция траектории полета советского космического корабля «Зонд-8», направляющегося в сторону Луны. Удаление корабля от Земли в момент коррекции составило около 250 тысяч километров. |
| 24 октября  | Советский космический корабль «Зонд-8» совершил облет Луны, пройдя на расстоянии около 1120 километров от её поверхности, и перешел на траекторию возвращения к Земле. |
| 27 октября  | Время — 13:55. В Индийском океане в 730 километрах юго-восточнее архипелага Чагос приводнился спускаемый аппарат космического корабля «Зонд-8». |
| 12 ноября   | Проведена коррекция траектории полета советской автоматической межпланетной станции «Луна-17». |
| 14 ноября   | Проведена коррекция траектории полета советской автоматической межпланетной станции «Луна-17». |
| 15 ноября   | Советская автоматическая межпланетная станция «Луна-17» выведена на орбиту вокруг Луны. Параметры селеноцентрической орбиты составили: наклонение орбиты к плоскости лунного экватора — 141 градус; период обращения — 116 минут; высота станции над поверхностью Луны (в периселении и апоселении) — 85 километров. |
| 17 ноября   | Время — 03:47 советская автоматическая межпланетная станция «Луна-17» совершила мягкую посадку на поверхности Луны в районе Моря Дождей в точке с координатами 38 градусов 17 минут северной широты и 35 градусов западной долготы. На лунную поверхность доставлен самоходный аппарат «Луноход-1». Через два с половиной часа после посадки «Луноход-1» съехал по трапу с посадочной платформы и приступил к выполнению программы исследований и экспериментов. |
| 17 ноября   | Проведена коррекция траектории полета советской автоматической межпланетной станции «Венера-7». |
| 28 ноября   | С космодрома Капустин Яр осуществлен запуск геофизической ракеты «Вертикаль-1». Запуск проводился в рамках программы «Интеркосмос». В головной части ракеты помещалась аппаратура изготовленная в СССР, Польше, Венгрии и Чехословакии. Ракета достигла высоты 487 километров. Спуск был осуществлен с помощью парашютной системы. |
| 15 декабря  | Спускаемый аппарат советской автоматической межпланетной станции «Венера-7» совершил плавный спуск на парашюте в атмосфере Венеры и достиг поверхности планеты. Непосредственно перед входом в атмосферу произошло разделение орбитального отсека и спускаемого аппарата. Орбитальный отсек вошел в атмосферу Венеры и сгорел, а спускаемый аппарат начал аэродинамический спуск в атмосфере планеты. На высоте порядка 60 километров была введена в действие парашютная система. После совершения посадки сигналы спускаемого аппарата принимались еще в течение 23 минут. |